# Kerkoporta
A kerkoporta (em grego:  Κερκόπορτα, "porta do circo") é uma pequena porta das muralhas teodosianas, um dos locais-chave do último cerco de Constantinopla em 1453.

## Localização
Desconhece-se a localização exata da kerkoporta; a porta estava na secção norte das muralhas. Acredita-se amplamente que estava localizada entre a nonagésima sexta torre das muralhas teodosianas e o canto sul do palácio dos Porfirogenetas. Até agora, essa secção do muro não sobreviveu; há um caminho para o estacionamento perto do Parque Tekfur Saray. Segundo outras fontes, a porta estava situada no canto norte do palácio dos Porfirogenetas, ou muito mais perto do Corno de Ouro, na torre de Isaac Ângelo. Algumas fontes relatam que, durante o último cerco, o nível do solo perto do muro aumentou significativamente e o arco da porta tornou-se duas vezes mais baixo.

## A queda de Constantinopla
O papel da kerkoporta é conhecido pelos escritos de Ducas. No dia 29 de maio de 1453, cerca de cinquenta turcos penetraram impercetivelmente no muro através da kerkoporta. A porta havia sido utilizada em dias anteriores pelos irmãos genoveses Bocchiardi para saídas e acredita-se que alguém se esqueceu de fechá-la ou o fez de propósito, traindo os bizantinos. Os turcos que conseguiram abrir caminho escalaram o muro e colocaram uma bandeira lá. É muito provável que na área da kerkoporta a batalha ainda estivesse em curso quando os turcos romperam as defesas da porta de São Romano e mataram o imperador bizantino Constantino XI Paleólogo naquele lugar.